# Dave Malucci
Dave Malucci è un personaggio della serie televisiva E.R. - Medici in prima linea, interpretato da Erik Palladino.

## Storia del personaggio
Il personaggio di Dave Malucci viene introdotto nel secondo episodio della sesta stagione, nel ruolo di un assistente del secondo anno. Al suo arrivo assume un atteggiamento giocoso, facendosi chiamare "Dottor Dave" e ponendosi al centro dell'attenzione. 
Malucci è un giovane medico che tende ad avere un atteggiamento superficiale, oltre a non esitare a violare i protocolli medici. Benché vada d'accordo con tutto lo staff, non è visto di buon occhio da Kerry Weaver, che al contrario di lui è fin troppo fedele alla burocrazia e all'ordine. Nel sesto episodio della sesta stagione viene lasciato intendere che lui o qualcuno della sua famiglia ha subito molestie durante l'infanzia. Nonostante i pregiudizi su di lui, ogni tanto dimostra di essere un medico competente, come quando diagnostica una rara intossicazione da Ackee, di cui nessuno aveva mai sentito parlare. Allo scetticismo del dottor Carter, risponde che si intende di frutti tropicali, avendo studiato medicina a Grenada, e gli rammenta che ha una laurea. Pur avendo un rapporto di antipatia reciproca con la dottoressa Weaver, Dave è l'unico a chiamarla "capo" e ad interessarsi del motivo per cui utilizza una stampella.
Nel corso della sesta e settima stagione il personaggio non ha una grande importanza per l'economia della storia, limitandosi ad agire in secondo piano, mentre gioca con i colleghi, si tinge i capelli di biondo o flirta con le donne dell'ospedale (Cleo, Randi, Jing-Mei).
Nell'ottava stagione Malucci si occupa di un paziente, ma non riconoscendo la sindrome di Marfan e pensando che il giovane assuma cocaina, formula una diagnosi errata. Così si fa autorizzare dalla dottoressa Chen a somministrargli un trombolitico, che si rivela essere fatale, poiché il paziente aveva una dissezione aortica. Non appena il dottor Carter intuisce l'accaduto, avvisa la Chen e tenta di salvarlo, ma il paziente muore. Questa situazione porta la Weaver (che a sua volta è colpevole della morte del paziente, per non essere stata presente al pronto soccorso durante il trattamento) a stare addosso a Malucci, ancor più severamente di prima. Nell'episodio successivo, Kerry coglie l'occasione di aver trovato Malucci a copulare con un paramedico in un'ambulanza per licenziarlo in tronco. Tentando di non perdere il lavoro, il giovane medico rivela alla Weaver di avere un figlio, ma ciò non le fa cambiare idea. Segue una violenta lite, che porterà Malucci ad accusare la Weaver di non avere una vita propria, e solo per tale ragione dedicarsi completamente al proprio lavoro. Così, dopo averle urlato di essere una lesbica nazista, Malucci esce dal pronto soccorso. Nell'episodio seguente, la Weaver entra nel salottino dei medici e lo trova mentre svuota il suo armadietto. I due si guardano per l'ultima volta e poi Malucci va via senza salutarla.